# Vlaams Belang

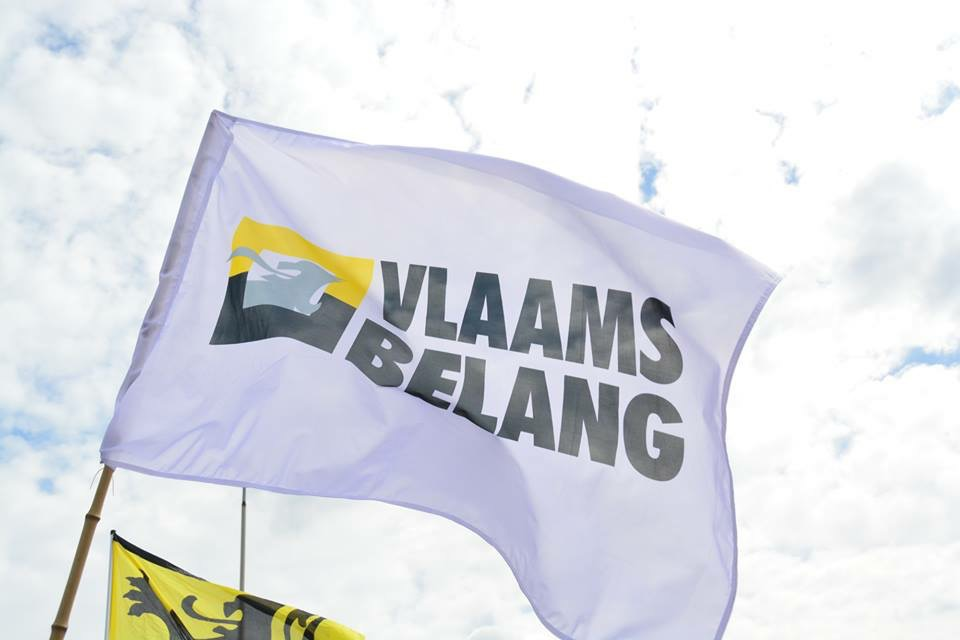
Flagga med partiets logotyp.

Vlaams Belang (nederländska: Vlaams Belang, VB) är ett nationalistiskt och högerpopulistiskt politiskt parti i Belgien. Partiet bildades 2004. Partiet förespråkar självständighet för Flandern och en restriktiv flykting- och invandringspolitik. Vlaams Belang är motståndare till mångkulturalism och anser att invandrare ska anamma Flanderns kultur och språk. Partiet har beskrivits som högerextremt.

## Historik
Partiet är en efterträdare till partiet Vlaams Blok, som upplöstes den 14 november 2004, sedan det förklarats som rasistiskt av Belgiens högsta domstol. Beslutet skulle göra det svårt för partiet att få statliga bidrag och utrymme i TV-sändningar. Man valde därför att bilda Vlaams Belang som strök de program- och stadgepunkter som låg till grund för domstolsbeslutet.
Partiordförande är Tom Van Grieken, men en av partiets mest namnkunniga företrädare är Filip Dewinter, som är partiets gruppledare i det flamländska parlamentet.
I parlamentsvalet 2024 fick Vlaams Belang 7 mandat (13,77 %) i valet till  Senaten och 20 mandat (23 %) i valet till Representantkammaren.